# Zinnenfeh

Schindelsturzfeh

Die Zinnenfeh ist in der Heraldik eine besondere Form des Pelzwerkes Feh. Sie ist eine Tinktur.
Dargestellt wird im Wappenschild oder Feld eine aus dem Heroldsbild Zinne gebildete Figur. In der Grundform ist die Zinne gereiht und je Reihe die Tinktur gleich und es werden im Reihenwechsel maximal zwei Tinkturen verwendet. Vorrangig werden die Tinkturen Blau und Weiß verwendet, da sie als eine Abart des Eisenhütlein verstanden wird. Bei der gestürzten Zinnenfeh ist die Richtung der farbigen Zinnen zum Schildfuß gerichtet.
Die Zinnenform kann neben der Normalform auch als Breitzinne oder als Flachzinne das Bild bestimmen.
Die Schindelfeh unterscheidet sich von der Zinnenfeh durch eine schlankere Form, also höhere Anzahl Zinnen (Schindeln) je Reihe und einer größeren Höhe der Zinne (Schindeln). Die Farbe bestimmt ebenfalls, ob es eine gestürzte Form ist.